# Bigbang is V.I.P
BIGBANG is V.I.P – drugi singel południowokoreańskiej grupy Big Bang, wydany 28 września 2006 roku przez YG Entertainment. Singel promował pierwszy album zespołu – BIGBANG Vol.1. Sprzedał się w liczbie 32 503 egzemplarzy (stan na luty 2007 rok).

## Lista utworów
| Nr | Tytuł                                      | Słowa    | Kompozycja            | Aranżacja          | Czas |
| -- | ------------------------------------------ | -------- | --------------------- | ------------------ | ---- |
| 1. | "La-La-La"                                 | Big Bang | Perry                 | Perry              | 3:00 |
| 2. | "Ma Girl" (Taeyang feat. G-Dragon & T.O.P) | G-Dragon | Israel Dwaine Cruz    | Israel Dwaine Cruz | 3:52 |
| 3. | "V.I.P."                                   | Big Bang | G-Dragon, Kim Do-hyun | Kim Do-hyun        | 3:04 |
| 4. | "La-La-La" (instr.)                        |          | Perry                 | Perry              | 3:00 |

## Notowania
| Lista                                   | Najwyższa pozycja |
| --------------------------------------- | ----------------- |
| Recording Industry Association of Korea |                   |
| 8 (Monthly Chart)                       |                   |
| 44 (Yearly Chart)                       |                   |